# Ašl
Das Ašl war ein arabisches mittelalterliches Längenmaß und entsprach dem Maß Seil oder Kette (Chain). Es entsprach 60 Hāšimi-Ellen.
- 1 Ašl = 39,9 Meter
  - 1/10 Ašl = 1 Bab = 3,99 Meter